# Pisgah (Alabama)
Pisgah è un comune degli Stati Uniti d'America situato nella contea di Jackson dello Stato dell'Alabama.